# Rio Imboacica
Rio Imboacica är ett vattendrag i Brasilien.   Det ligger i delstaten Rio de Janeiro, i den sydöstra delen av landet, 1 000 km sydost om huvudstaden Brasília.
Omgivningen kring Rio Imboacica är huvudsakligen savann och området är ganska tätbefolkat, med 199 invånare per kvadratkilometer.